# 诺切拉战役
诺切拉战役是西西里的罗杰二世对阿利费的雷诺夫伯爵的第一次重要战役，也是他的第一次重要失败（另一次是里尼亚诺战役）。

## 背景
1130年，罗杰二世建立西西里王国。1132年，心怀不满的雷诺夫和他的盟友卡普阿的罗伯特二世囤积了大量的兵力。叛军在贝内文托城外集结，然后这座忠于罗杰的城市就投降了。罗杰在震惊中调转他附近的军队，转向除了卡普阿城防最坚固的诺切拉。罗杰的军队从亚平宁的撤退奇迹般的迅速，但叛军的速度同样的迅速，于是与罗杰的军队在诺切拉相遇。罗杰毁掉了唯一跨过萨尔诺河的桥，但叛军以同样神奇的速度搭建起一座临时的桥梁过河，开始围攻诺切拉。